# Лінн (округ, Айова)
Шаблон:StateAbbr_ 42°04′43″ пн. ш. 91°35′59″ зх. д. / 42.078611111111° пн. ш. 91.599722222222° зх. д.
Округ  Лінн (англ. Linn County) — округ (графство) у штаті  Айова, США. Ідентифікатор округу 19113.

## Історія
Округ утворений 1839 року.

## Демографія
За даними перепису 
2000 року 
загальне населення округу становило 191701 осіб, зокрема міського населення було 160340, а сільського — 31361.
Серед мешканців округу чоловіків було 93965, а жінок — 97736. В окрузі було 76753 домогосподарства, 50335 родин, які мешкали в 80551 будинках.
Середній розмір родини становив 2,99.
Віковий розподіл населення поданий у таблиці:
| Стать    | До 15 років | 15-21 | 22-29 | 30-39 | 40-49 | 50-65 | 65-85 | Понад 85 |
| -------- | ----------- | ----- | ----- | ----- | ----- | ----- | ----- | -------- |
| Чоловіки | 20755       | 9817  | 10539 | 14765 | 14558 | 13902 | 8807  | 822      |
| Жінки    | 19835       | 9809  | 10544 | 14459 | 14685 | 14568 | 11510 | 2326     |

## Суміжні округи
- Делавер — північний схід
- Джонс — схід
- Седар — південний схід
- Джонсон — південь
- Айова — південний захід
- Бентон — захід
- Б'юкенан — північний захід

## Виноски
1. ↑  U.S. Decennial Census. United States Census Bureau. Архів оригіналу за 19 липня 2018. Процитовано 18 липня 2014.
2. ↑  Historical Census Browser. University of Virginia Library. Архів оригіналу за 11 серпня 2012. Процитовано 18 липня 2014.
3. ↑  Population of Counties by Decennial Census: 1900 to 1990. United States Census Bureau. Архів оригіналу за 22 квітня 2014. Процитовано 18 липня 2014.
4. ↑  Census 2000 PHC-T-4. Ranking Tables for Counties: 1990 and 2000 (PDF). United States Census Bureau. Архів оригіналу (PDF) за 18 грудня 2014. Процитовано 18 липня 2014.
5. ↑  State & County QuickFacts. United States Census Bureau. Архів оригіналу за 7 червня 2011. Процитовано 18 липня 2014.(англ.) Наведено за англійською вікіпедією.
6. ↑  American FactFinder. Бюро перепису населення США. Архів оригіналу за 26 лютого 2012. Процитовано 31 січня 2008.

| США | Це незавершена стаття з географії США. Ви можете допомогти проєкту, виправивши або дописавши її. |